# Draschelbach (Gurk)
Der Draschelbach ist ein linker Nebenfluss der Gurk in Kärnten, Österreich.

## Name
Der Bach wurde im Jahr 1172 als Drachsalpach erstmals schriftlich erwähnt. Vermutlich leitet sich das Bestimmungswort des Namens vom althochdeutschen Wort drâhsil „Drechsler“ ab.

## Verlauf
Der Draschelbach entspringt in den Gurktaler Alpen in der Kärntner Gemeinde Straßburg bei dem zur Ortschaft St. Jakob gehörenden Frießerhof in 1000 Meter Seehöhe und fließt zunächst in südliche bis südöstliche Richtung. Nach etwa 2 Kilometern Länge wendet er sich nach Westen und bildet auf ungefähr 1 Kilometer Länge die Grenze zwischen den Gemeinden Straßburg und Gurk. Von rechts fließt dann der Mühlbach zu, der unweit des Salzerkopfs in fast 1200 m Seehöhe entspringt und bis zur Mündung in den Draschelbach ein mehr als doppelt so großes Einzugsgebiet wie jener hat. Von hier fließt der Draschelbach nach Süden, nimmt von rechts den Bach von Waldheim – in den der Gassarestgraben mündet – auf, und mündet bei Reichenhaus in die Gurk. Sein Einzugsgebiet beträgt 14,0 Quadratkilometer.